# CBC 511
De RS 1 ook wel Regio-Shuttle genoemd is een diesel treinstel, een zogenaamde lichtgewichttrein met lagevloerdeel voor het regionaal personenvervoer van de City Bahn Chemnitz GmbH (CBC).

## Geschiedenis
Oorspronkelijk werd de Regio-Shuttle door ADtranz gebouwd. Toen Bombardier ADtranz overnam, mocht Bombardier de Regio-Shuttle om kartelrechterlijke redenen niet meer bouwen. De licentie kwam toen in handen van Stadler Rail. Bombardier bouwt nu de ITINO, een treinstel dat gebaseerd is op de Regio-Shuttle. Stadler Rail ontwikkelde de trein verder als Regio-Shuttle RS 1.
De City-Bahn Chemnitz GmbH werd in 1997 opgericht. De aandelen waren voor 60 % in bezit van de Chemnitzer Verkehrs-Aktiengesellschaft en voor 40 % in bezit van de Autobus Sachsen. Het hoofdkantoor is gevestigd in Chemnitz.

## Constructie en techniek
Het treinstel is opgebouwd uit een stalen frame met een frontdeel van GVK. Het treinstel heeft een lagevloerdeel. Deze treinstellen kunnen tot drie stuks gecombineerd rijden. De treinen zijn uitgerust met luchtvering.

## Treindiensten
De treinen worden door City-Bahn Chemnitz (CBC) ingezet op de volgende trajecten.
- Stollberg-St. Egidien - Glauchau (- Zwickau)
- Chemnitz - Hainichen
- Chemnitz - Burgstädt